# Ведерби Лејк (Мисури)
Ведерби Лејк (енгл. Weatherby Lake) град је у америчкој савезној држави Мисури.

## Демографија
По попису из 2010. године број становника је 1.723, што је 150 (-8,0%) становника мање него 2000. године.
| Група             | 2000.         | 2010.         |
| Белци             | 1.783 (95,2%) | 1.597 (92,7%) |
| Афроамериканци    | 20 (1,1%)     | 13 (0,8%)     |
| Азијати           | 17 (0,9%)     | 25 (1,5%)     |
| Хиспаноамериканци | 31 (1,7%)     | 55 (3,2%)     |
| Укупно            | 1.873         | 1.723         |